# Ana Vrljić
Ana Vrljić (Zagreb, 1 de agosto de 1984) é uma tenista profissional croata, tem como melhor posição no ranking da WTA, de 149 em simples obtida em 2014.